# Jean-Louis Igout
Jean-Louis Igout est un photographe français du XIXe siècle, né à Lyon le 3 février 1837 et mort à Neuilly-Plaisance le 8 octobre 1897.
Peu après 1865, il fait un des premiers nus photographiques, Huit études de nus, actuellement conservé au musée d'Orsay (sous forme d'épreuve sur papier albuminé à partir d'un négatif verre au gélatino-bromure d'argent, inv. PHO 1984 88 9)).
Il réalise ensuite bien d' autres nus, comme
,

- Jeune femme nue debout, de dos (1870-1880)[5],
- Jeux de mains. Etudes pour artistes (1875)[5],
- Jeux de mains et de pieds. Etude pour artiste (1875-1880)[5],
- Étude de nu (1870-1880)[5],
- Jeune femme nue allongée[5],
- Jeune femme nue assise de dos[5],
- Étude de nu[5],
- Jeune femme assise, bras gauche sur la poitrine[5],
- Jeune femme nue debout, les deux mains posées sur la tête[5],
- Homme nu portant une vasque[6]

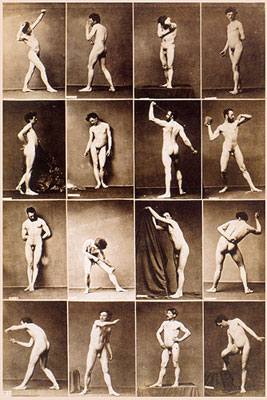
Études de nu masculin, pour artistes et étudiants en art, vers 1870-80, publié par Calavas frères.
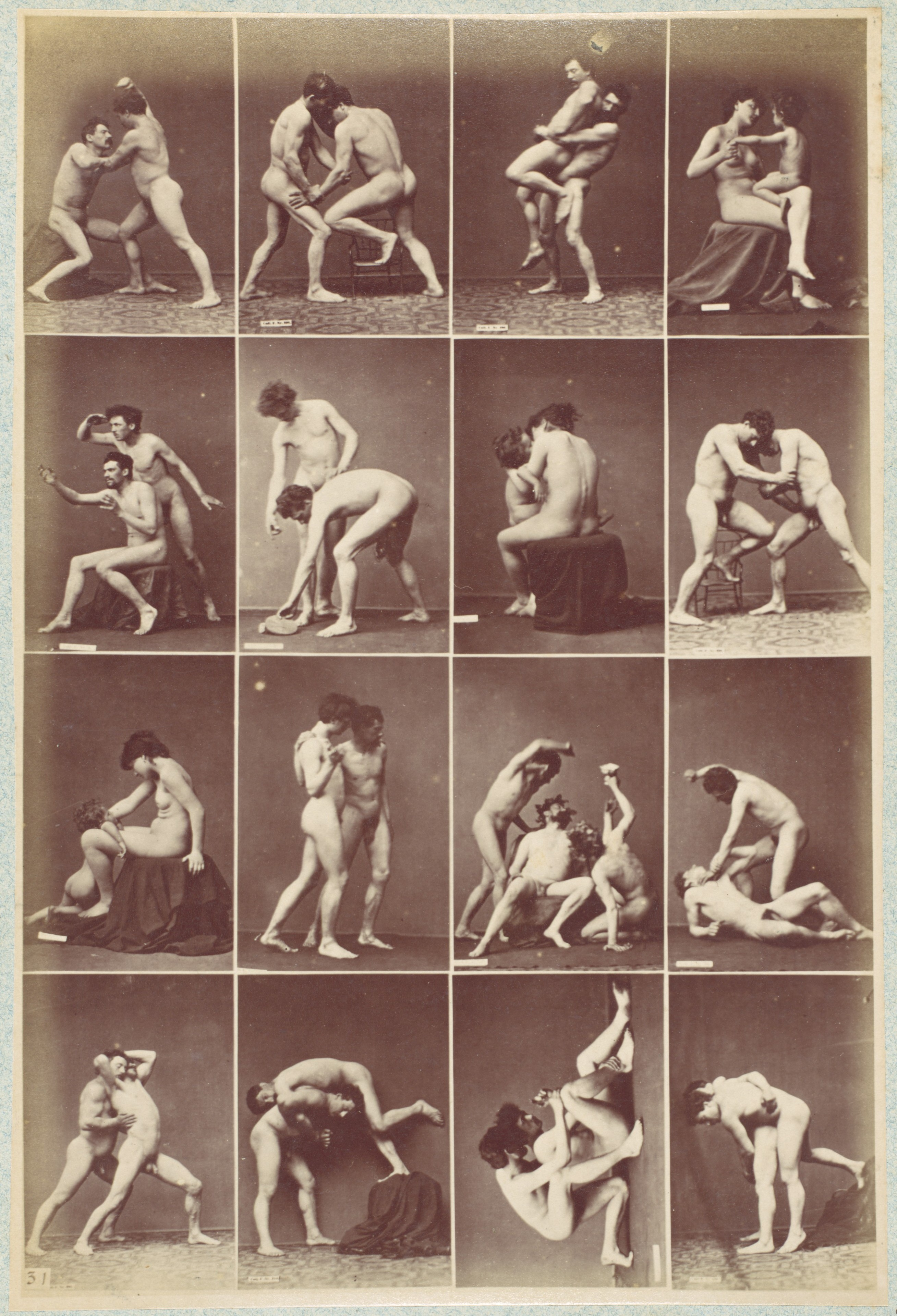
Études de nu masculin
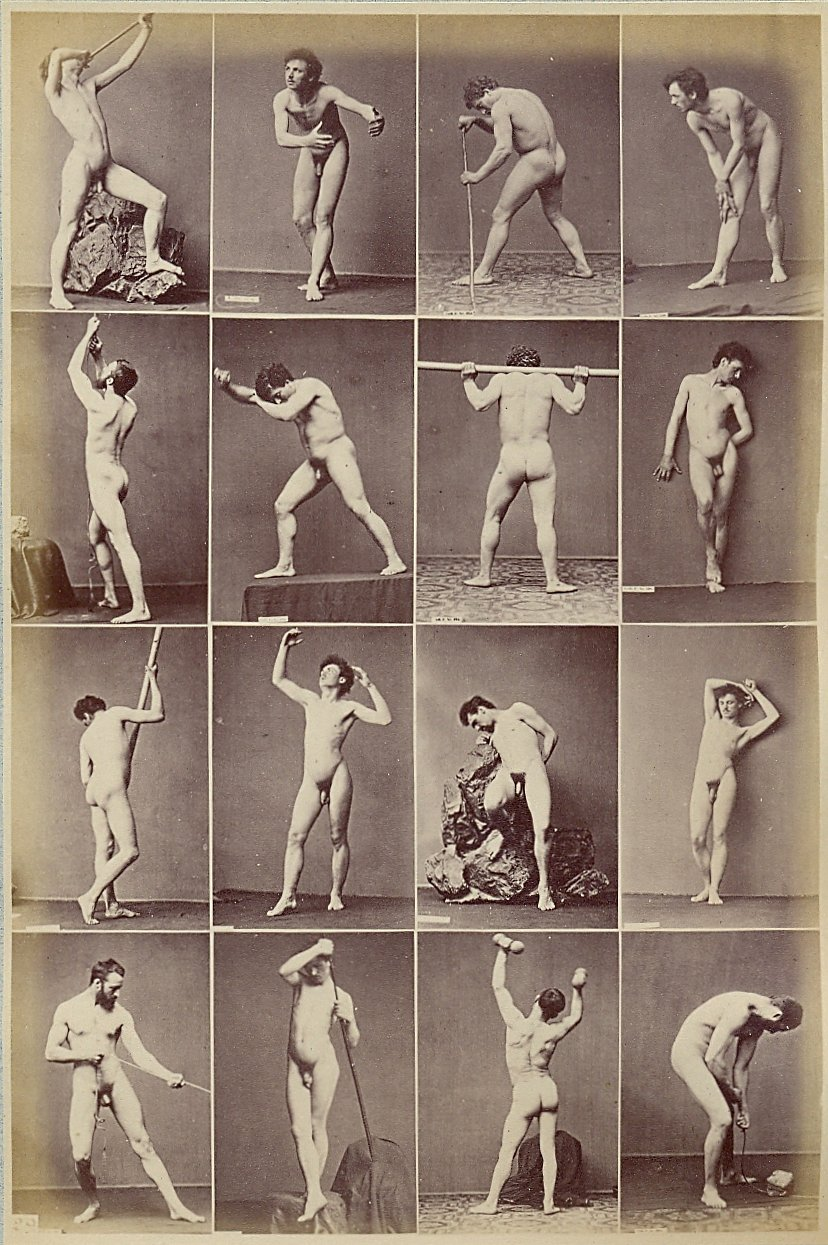
Études de nu masculin
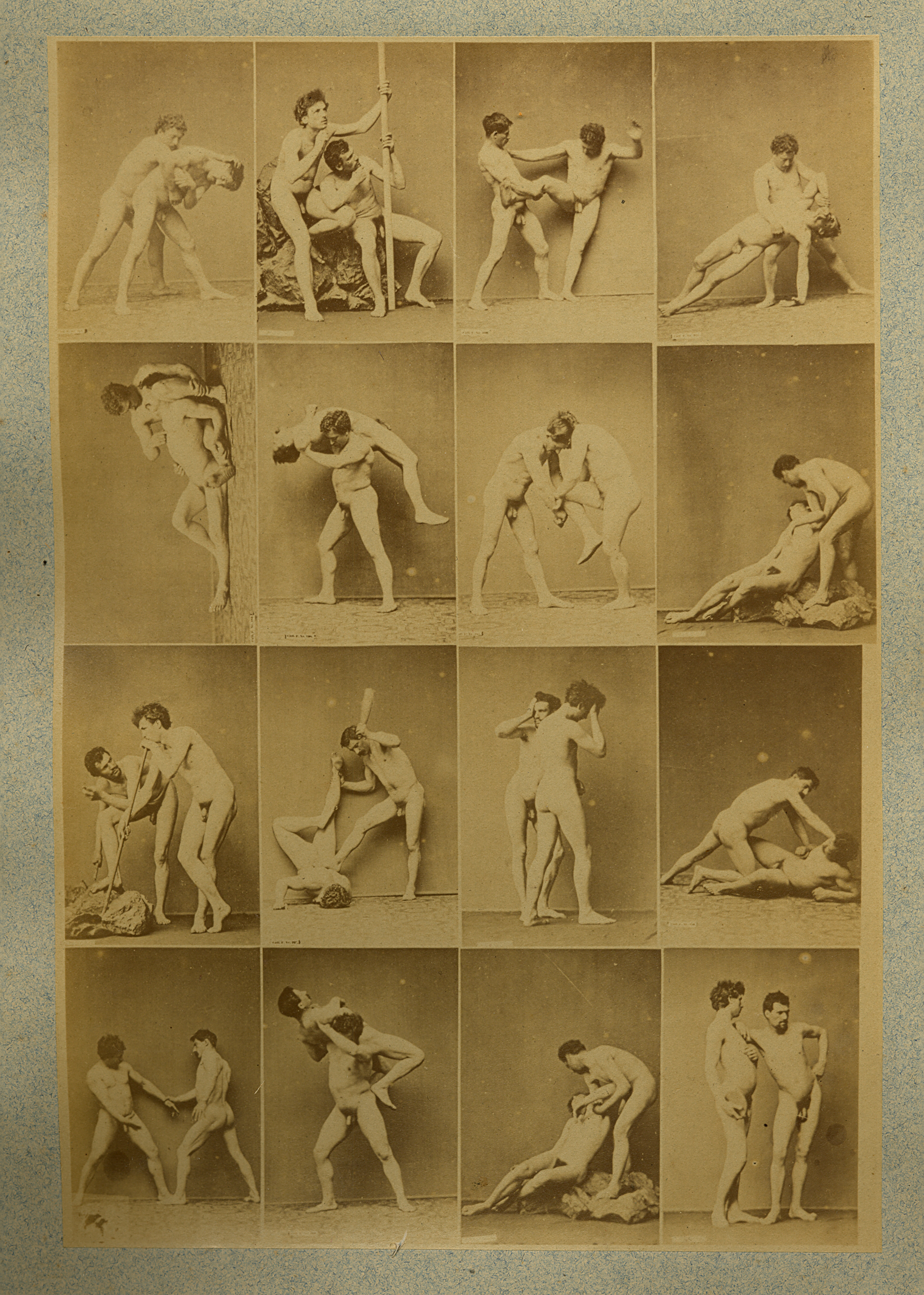
Études de nu masculin, pour artistes et étudiants en art
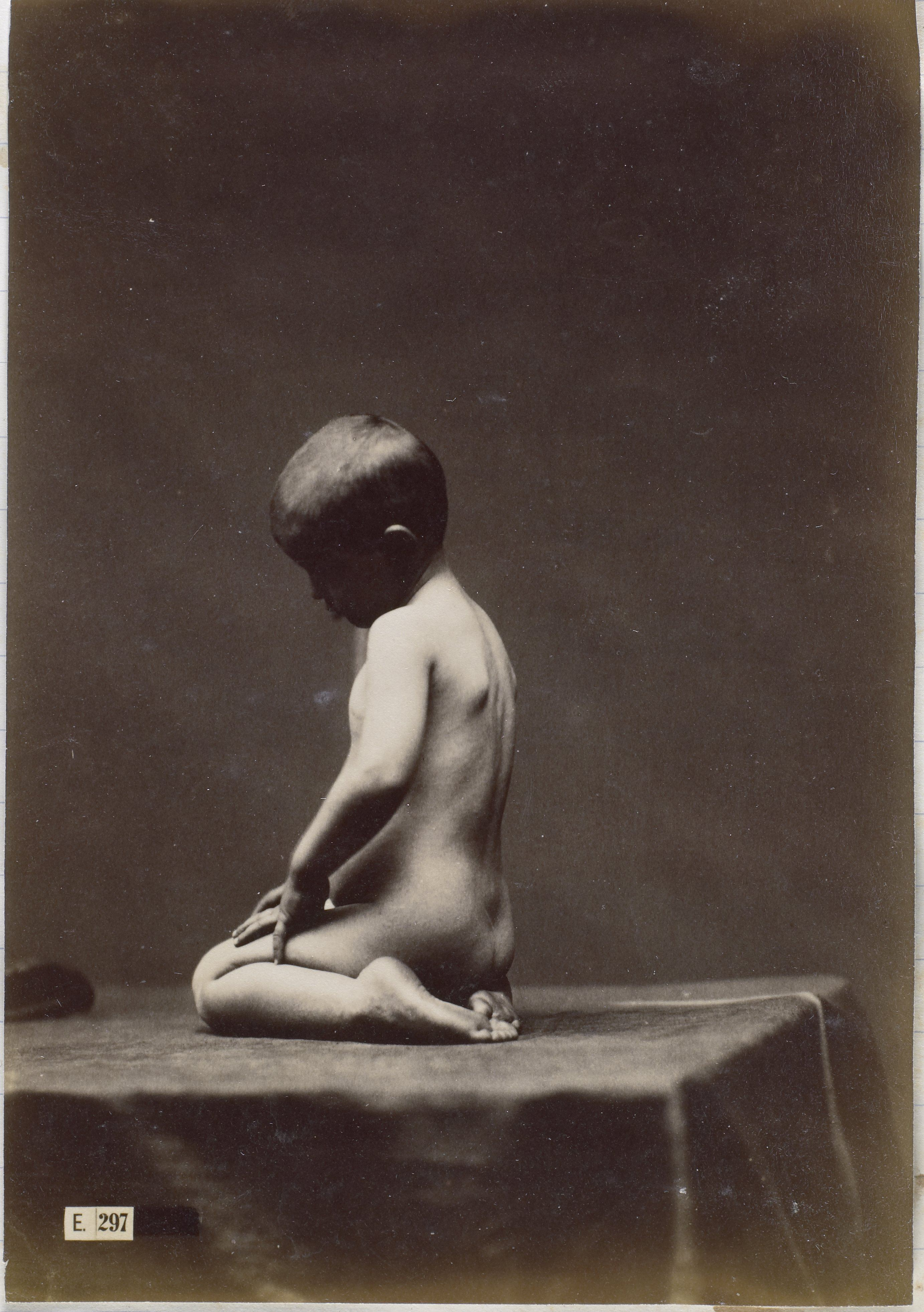
Étude d'un enfant nu à genoux, vu de côté
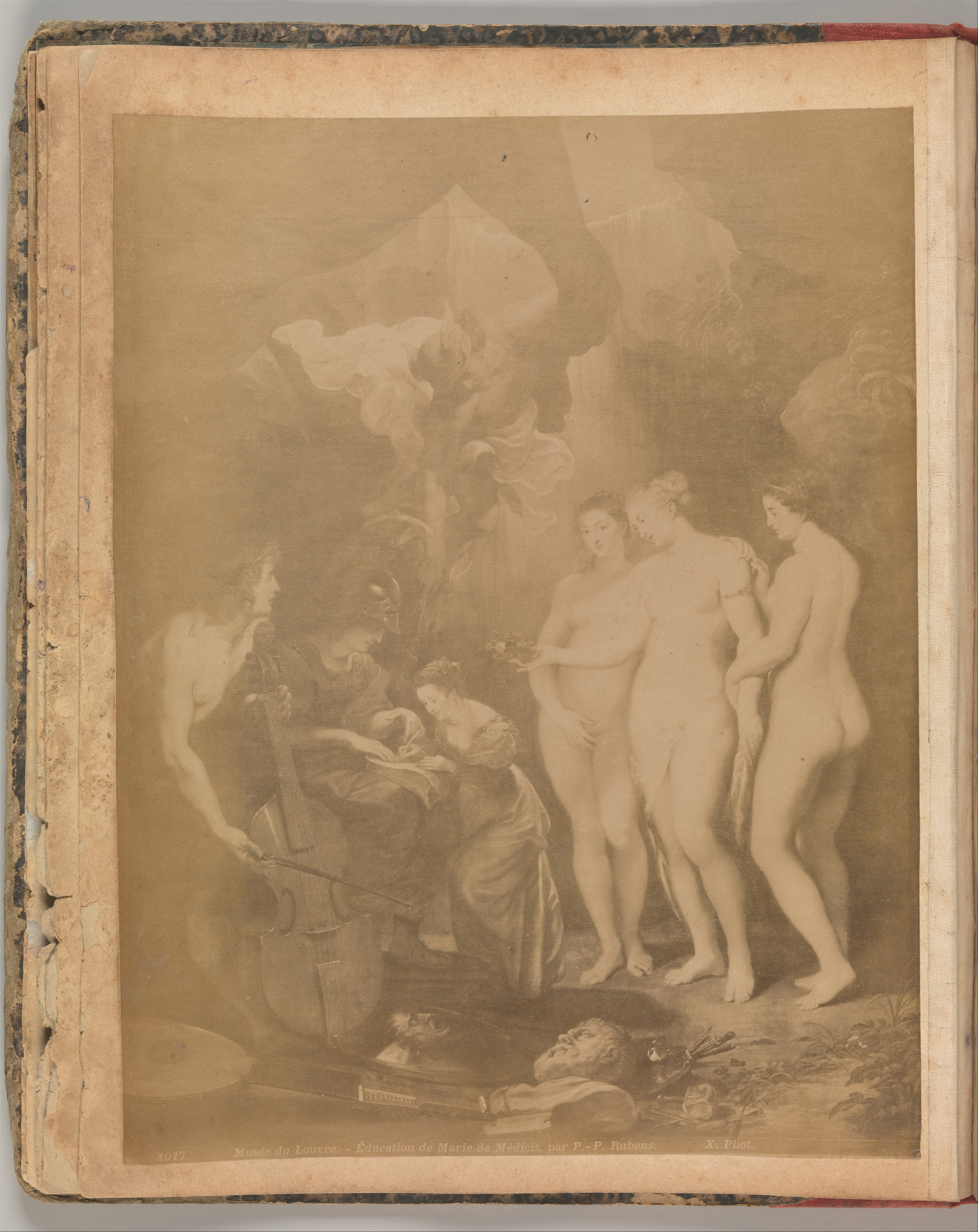
Album d'études–Poses
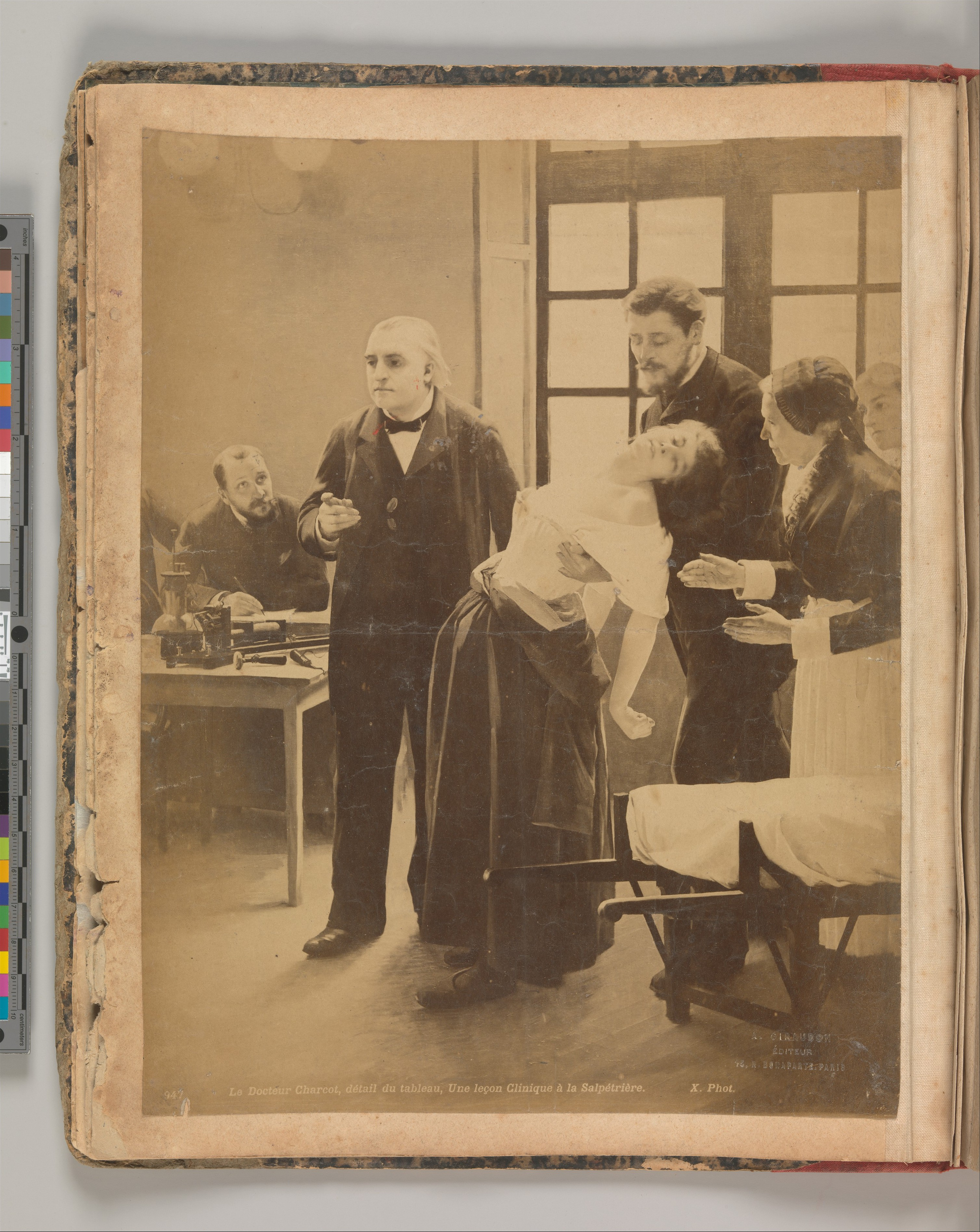
Album d'études–Poses